# Ichneumonosoma
Ichneumonosoma är ett släkte av tvåvingar. Ichneumonosoma ingår i familjen borrflugor.
Kladogram enligt Catalogue of Life:
| Ichneumonosoma | \| \| Ichneumonosoma consors \| \| \| \| \| \| Ichneumonosoma heinrichi \| \| \| \| \| \| Ichneumonosoma imitans \| \| \| \| |
|                | \| \| Ichneumonosoma consors \| \| \| \| \| \| Ichneumonosoma heinrichi \| \| \| \| \| \| Ichneumonosoma imitans \| \| \| \| |
|                | Ichneumonosoma consors |
|                | |
|                | Ichneumonosoma heinrichi |
|                | |
|                | Ichneumonosoma imitans |
|                | |